# ژان-باپتیست شابو
ژان-باپتیست شابو (به فرانسوی: Jean-Baptiste Chabot) (متولد ۱۶ ۱۸۶۰، ژانویه ۷ ۱۹۴۸)، کشیش سکولار کلیسای کاتولیک رم بود و مترجم فرانسوی آثار سریانی در نیمه نخست قرن بیستم میلادی بود.
او در ۱۹۱۷، به عضویت انجمن فرهنگستان کتیبه‌شناسی و زبان‌های باستانی فرانسه پذیرفته شد.
او بنیانگذار انجمن گردآورندگی نسخ دستی مسیحی شرقی بود.